# Estação arqueológica de Vila Fria
A Estação Arqueológica de Vila Fria é uma antiga villa romana, localizada no município de Silves, na região do Algarve, em Portugal. O sítio foi classificado como Imóvel de Interesse Público em 1997.

## Descrição
O local está situado numa zona de planície, entre duas ribeiras, uma a Nordeste que desagua no Rio Arade, e outra a Sudeste, conhecida como Barranco da Vila.
O sítio arqueológico corresponde a uma antiga villa da época romana, de grandes dimensões, que fazia parte de uma importante exploração agrícola. As antigas estruturas ainda se encontravam relativamente conservadas, tendo sido descobertos vários muros em alvenaria e pavimentos em argamassa ou opus signinum. Alguns dos muros atingem uma altura de 50 a 60 cm acima do solo. Além da imponente mansão, também foram encontrados vestígios de uma necrópole, estruturas residenciais para os trabalhadores, e vários edifícios relacionados com a agricultura, como um lagar e armazéns. A casa teria os seus pavimentos decorados, uma vez que foram descobertas várias tesselas, pequenas peças que eram utilizadas para compor mosaicos. A área de implantação das antigas estruturas romanas poderá ser de cerca de 12,5 hectares, tendo sido encontrados vestígios num raio de cerca de 100 m em redor de um ponto central. Em termos de espólio, foi descoberto um grande número de peças de cerâmica comum romana, terra sigillata, ânforas, moedas, faianças, e peças de cerâmica comum e vidrada dos períodos moderno e contemporâneo. Também foi encontrado pelo menos um peso de lagar deste período. Parte do espólio arqueológico foi preservado no Museu Municipal de Arqueologia de Silves.
O arqueólogo Mário Varela Gomes considerou a estação arqueológica de Vila Fria como um «sítio com muito interesse, do ponto de vista patrimonial». Com efeito, apesar dos danos causados pelas obras no campo de golfe, as estruturas ainda se encontravam em relativo bom estado, e existia um forte potencial de encontrar camadas arqueológicas em boas condições de preservação, permitindo a criação de um programa para a sua valorização e musealização.

## História
Segundo Mário Varela Gomes, a villa romana terá sido ocupada entre os séculos II e IV d.C.
Os vestígios arqueológicos foram encontrados durante trabalhos agrícolas, tendo sido desenterradas partes de muros, tesselas, peças em cerâmica e vidro, além de várias moedas. O sítio foi alvo de pesquisas arqueológicas na década de 1980, coordenadas por Mário Varela Gomes, tendo sido identificado como uma villa romana em 1986. Foi classificado como Imóvel de Interesse Público pelo Decreto n.º 67/97, de 31 de Dezembro.
Na década de 2000, o sítio arqueológico esteve envolvido numa polémica devido à construção do Campo de Golfe de Vila Fria, integrado no Núcleo de Desenvolvimento Turístico da Herdade de Vila Fria, construído pela empresa Eurogolfe, parte do Grupo Pestana. As obras do Núcleo de Desenvolvimento Turístico iniciaram-se entre 2001 e 2002, iniciativa que estava prevista como parte do Plano Director Municipal de Silves. Os promotores daquele empreendimento fizeram Pedido de Autorização Prévia de Localização sobre o campo de golfe à Comissão de Coordenação e Desenvolvimento Regional do Algarve, que foi aprovado, embora esta autorização estivesse dependente da elaboração de um Plano de Urbanização e uma Avaliação de Impacte Ambiental. Os planos para o campo de golfe também foram aprovados pela Comissão Regional da Reserva Agrícola do Algarve, uma vez que utilizavam terrenos que faziam parte da Reserva Agrícola Nacional, decisão que também provocou alguma celeuma, tendo a associação Almargem acusado a Comissão Regional de anuir sempre aos pedidos deste tipo quando eram feitos para campos de golfe, apesar da legislação apenas permitir a autorização em casos especiais. Porém, alegadamente os promotores do Núcleo de Vila Fria não terão pretendido aguardar pelo Plano de Urbanização nem pela Avaliação de Impacte Ambiental, e iniciaram a instalação do campo de golfe em 2004, processo que terá gerado danos nos vestígios arqueológicos. Com efeito, em 18 de Abril de 2005 o Instituto Português de Arqueologia chamou a atenção da autarquia de Silves e Instituto Português do Património Arquitectónico sobre esta destruição, embora sem resposta. Em 5 de Agosto, o responsável pela divisão de Salvaguarda do Ippar/Algarve, Octávio Câmara, afirmou ao jornal Público que «Terminou hoje o prazo que demos à câmara para termos uma resposta, com carácter de urgência, uma vez que a autarquia tinha a obrigação legal de comunicar ao Ippar o que se está a passar e não o fez», e que o técnico do IPPAR que tinha ido ao local nessa semana já tinha constatado que a instalação do campo de golfe já tinha causado danos aos materiais arqueológicos. Criticou igualmente a forma como o IPPAR nunca chegou a ser consultado sobre a elaboração do plano de pormenor para o empreendimento turístico, apesar da sua avaliação ser vinculativa para a aprovação daquele documento.
A presidente da Câmara Municipal, Isabel Soares, comentou que os trabalhos que estavam a ser feitos eram apenas para «limpar o terreno», embora no local se assistisse a grandes movimentações de terra, tendo então já sido instalados dois lagos e plantadas várias palmeiras. A conduta da autarquia também foi criticada por Mário Varela Gomes, que declarou ao jornal Público que «se não sabia, tinha a obrigação de saber a importância do local». A instalação do campo de golfe foi igualmente reprovada pelo director regional de Agricultura do Algarve, Castelão Rodrigues, alegando que o terreno estava integrado numa zona da Reserva Agrícola Nacional, motivo pelo qual «foi levantado um processo de contra-ordenação». A empresa Eurogolfe fez um pedido de parecer à Reserva Agrícola Nacional, tendo sido enviada uma «equipa de fiscalização» a Vila Fria, que constatou «que se estavam a fazer grandes movimentações de terras, sem a necessária autorização». Segundo o administrador da Eurogolfe, Pedro Lopes, o empreendimento do campo de golfe estava «isento de estudo de impacte ambiental» por ter menos de 45 hectares. Acrescentou que tinham marcado «aquilo que supomos ser a estação arqueológica, para que não se mexa mais», e que iria pedir ao IPPAR apoio no sentido de preservar os vestígios arqueológicos, que considerou como «excelente, pelo potencial turístico que representa, associado ao golfe».
Entre 2005 e 2006 foram feitos trabalhos arqueológicos, como parte do Estudo de Impacto Ambiental do Campo de Golfe de Vila Fria, que incluíram a realização de trabalhos de diagnóstico em Outubro de 2005, feitos pela empresa ERA Arqueologia. Durante estes estudos procurou-se descobrir os limites dos vestígios e o seu potencial arqueológico, além de avaliar os impactos negativos das actividades agrícolas e ligadas à prática do golfe, e determinar a sua possível futura valorização e musealização. Durante estas pesquisas foram descobertas várias estruturas, que poderiam fazer parte do núcleo central da antiga villa romana. Também em 2005, foi descoberta uma mancha de ocupação a Norte da antiga villa, com materiais da Idade Média e da época moderna.
Os trabalhos para a elaboração da Avaliação de Impacte Ambiental só se iniciaram em 2008, quando o campo de golfe já estava concluído, tendo a declaração sido aprovada em 2009 como Favorável condicionada, pelo Ministério do Ambiente. Este processo foi duramente criticado pela associação Almargem, especialmente a circunstância da Avaliação de Impacte Ambiental ter sido feita muitos anos após ter sido pedida e a obra correspondente concluída, pelo que este instrumento não chegou a ter a exercer as suas funções como preventor contra possíveis danos no ambiente.